# Нимчук, Дмитрий Семёнович
Дми́трий Семёнович Нимчу́к (русин. Дмитро Семенович Нимчук, 4 октября 1897, Ясиня, Мармарош, Венгрия, Австро-Венгрия — февраль 1945, Братислава, Словакия) — политический деятель Гуцульской республики и Карпатской Украины. Член Сейма Карпатской Украины.

## Биография
Дмитрий Нимчук родился в Ясине в бедной крестьянской семье. Смог закончить четыре класса начальной школы. Позже заочно учился в гражданская школе, затем окончил Ужгородский торговую академию, которая работала в течение 1922—1925 годов.
В декабре 1918 года осуществлял коммуникацию Гуцульской Республики со Станиславом, Коломыей и Хустом. В начале января 1919 года был в составе делегации к государственному секретарю народной обороны ЗУНР Дмитрию Витовскому. 15 января входит в направление подразделения из 300 добровольцев Великих Бычков как десятник для овладения Хустом.
Вместе со Степаном Клочураком организовал 7 мая 1919 года в Станиславе съезд Русинского края, который постановил добиваться на Парижской мирной конференции включения русинских земель Венгрии в состав Украинского государства.
В течение 4—8 ноября 1938 года принял активное участие в эвакуации правительственного имущества из Ужгорода в Хуст. В 1939 году являлся директором краевого правительства социального обеспечения Хуста.
24 января 1939 года был членом съезда Украинской национального объединения. По результатам выборов 12 февраля 1939 года избран в Сейм Карпатской Украины.
Нимчук был в составе 22 депутатов на заседании Сейма Карпатской Украины 15 марта 1939 года, во время которого была провозглашена независимость Карпатской Украины. Входил в состав социально-медицинской комиссии.
После оккупации Карпатской Украины венгерскими войсками Дмитрий переехал в Братиславу. В январе или феврале 1945 года Нимчука арестовала словацкая служба безопасности, после чего он был найден повешенным в своей камере. Вероятней всего самоубийство было инсценировано из-за его благосклонности к Советскому Союзу, что утверждал и Василий Гренджа-Донский.